# قاسم الكبير
القاسم الكبير الحسيني السامرائي، جد أسرة القواسم حكام إمارتي الشارقة وإمارة رأس الخيمة في دولة الإمارات العربية المتحدة.

## نسبه
قاسم بن هاشم بن محمد بن قاسم بن راشد بن عطية بن سليمان بن اسحاق بن بشر بن قاسم بن حمود بن حسين بن محمد بن عبد الله بن إبراهيم بن يحيى بن شريف بن بشير بن ماجد بن عطية بن يعلى بن دويد بن ماجد بن عبد الرحمن بن القاسم بن إدريس بن جعفر الزكي بن علي الهادي بن محمد الجواد بن علي الرضا بن موسى الكاظم بن جعفر الصادق بن محمد الباقر بن علي السجاد بن الحسين بن علي بن أبي طالب.

## عند المؤرخين
اختلف المؤرخون على مسألتين: أصول القواسم وتاريخ مجيئهم إلى جلفار. فالمؤرخ البريطاني كيلي يعتقد أن القواسم كانوا يؤلفون فرعاً من بني غافر الذين هاجروا من نجد الواقعة وسط شبه الجزيرة العربية إلى عُمان في القرن السابع عشر تقريباً. وبالمقابل، فإن المؤرخ المصري سيد نوفل، يقول بأنهم قبائل عربية يعود أصلهم إلى عبس من غطفان من عدنان اسمهم الآن الرشايده وكان مسكنها الأول سامراء في العراق. وهاجرو إلى جلفار حوالي النصف الأول من القرن الثامن عشر ولكن إذا كان من الصعب تأكيد أحد الرأيين، فمن الممكن التدقيق في تاريخ الوصول. وهذا الأمر لا يخلو من الأهمية، لتعليقه بتحديد بداية ظهور القواسم وبروز دورهم في المنطقة. فمما يلاحظ أنه عندما تم تحرير جلفار من الاحتلال البرتغالي عام 1633 على يد أحمد بن علي أحد قادة الإمام ناصر بن مرشد اليعربي، لم ترد المؤرّخين أيّة إشارة إلى القواسم ومع ذلك يبدو جيداً أن القواسم سكنوا المنطقة بعد عام 1633 وقبل عام 1718 لأن القواسم اشتركوا بشكل فاعل، إلى جانب الغوافر، في الحرب الأهلية العُمانية. وقد لعبوا دوراً رائداً خلال حرب التحرير العُمانية ضد الفرس 1737-1741. ولذلك فمن المنطقي الاعتقاد بأن وصول القواسم تلا تحرير جلفار من البرتغاليين عام 1633 م، وسبق اندلاع الحرب الأهلية العُمانية عام 1718 م، أي أنهم سكنوا المنطقة في الفترة ما بين 1633 و1718، وبين الحدثين 85 عام تقريبا.
ومن المعروف والمتوارث لديهم أن أجدادهم قدموا قبل مئات السنين إلى الخليج من العراق من مدينة سامراء وسامراء شمال بغداد 90 ٪ من سكانها من الأشراف الحسنيه والحسينيه، وقد نقل الكاتب حسين الحسيني الزرباطي في كتابه دوحة السلطان في النسب والنسب القاسمي عن الشيخ الدكتور سلطان بن محمد القاسمي ما نصه: «أن قبيلة القواسم كانت تتولى حكومة البصرة في زمن المشعشعين» وللسادة القواسم وجودهم في سامراء منذ القدم فقد نزح جدهم السيد عبد الله الكبير من سامراء عام 1623 م بعد استيلاء الصفويين على مدينة بغداد وأعقب خمسة رجال هم كايد وكاسب وكايل وكامل وكنعان وتكونت لكل واحد من هؤلاء ذرية وعشيرة أنتشرت في العديد من البلدان العربية، فذرية كايد بن السيد عبد الله هم السادة القواسم في الخليج العربي.
القواسم موضوع بحثنا حكام إمارتي الشارقة ورأس الخيمة أيضا ذكرهم الزرباطي في كتابه «دوحة السلطان» مؤكدا ما ذكرته عن نسبهم فقال: «هم من ذرية الشيخ سلطان بن صقر بن راشد بن مطر بن أرحمه بن مطر بن محمد بن القاسم بن محمد بن يحيى بن محمد وهم من ذرية عبد الرحمن بن القاسم بن ادريس بن جعفر (أبو كرين) بن علي الهادي بن محمد الجواد بن علي الرضا بن موسى (الكاظم) بن جعفر (الصادق) بن محمد (الباقر) بن علي (زين العابدين) بن الحسين (السبط الشهيد) بن علي بن أبي طالب».